# 福光寛
福光寛 - researchmap（ふくみつ ひろし、1951年 - ）は日本の経済学者。専門は証券市場論、金融論。

## 略歴

### 学歴
- 1973年3月 - 慶應義塾大学経済学部卒業
- 1981年3月 - 慶應義塾大学大学院経済学研究科単位取得退学

### 職歴
- 1977年4月 - 国立国会図書館参事
- 1990年7月 - 国立国会図書館調査員主査
- 1992年4月 - 立命館大学経済学部助教授
- 1995年4月 - 立命館大学経済学部教授（同大学院経済学研究科教授を兼務）
- 1998年4月 - 成城大学経済学部教授（同大学院経済学研究科教授を兼務）

### 著作
- 福光寛『金融自由化時代の証券市場』日本経済評論社、1986年。ISBN 4-8188-0117-8。
- 福光寛『金融規制緩和の経済学』日本経済評論社、1990年。ISBN 4-8188-0421-5。
- 『社会常識としての経済学』（日本経済評論社, 1992年）
- 福光寛『銀行政策論』同文舘出版、1994年。ISBN 4-495-43041-6。
- 福光寛『新訂社会常識としての経済学』日本経済評論社、1994年。ISBN 4-8188-0710-9。
- 福光寛『証券分析論』中央経済社、1997年。ISBN 4-502-62965-0。
- 福光寛『金融排除論-阻害される消費者の権利と金融倫理の確立』同文舘出版、2001年。ISBN 4-495-43641-4。
- 福光寛/井村進哉/王東明共編著 コーポレート・ガバナンスの社会的視座. 日本経済評論社. (2002). ISBN 4-8188-1462-8
- 福光寛/高橋元共編著『ベーシック証券市場論』同文舘出版、2004年。ISBN 4-495-43751-8。
- 福光寛/高橋元共編著『ベーシック証券市場論改定版』同文舘出版、2007年。ISBN 978-4-495-43752-7。

### 論文
- <福光寛